# 미니쉘
미니쉘은 크라운제과에서 만드는 초콜릿 제품이다. 1991년에 최초로 출시된 초콜릿 제품이다.

## 특징
미니쉘은 정사각형의 모양을 하고 있으며 1000원 한개 당으로 5개의 초콜릿이 묶여져 들어가 있다. 총 딸기맛, 아몬드맛, 모카맛, 땅콩맛의 4종류가 존재한다. 1991년에 처음으료 출시되었을 때는 200원에 팔았으나 현재는 1000원까지 인상되어 팔라고 있으며 총 한줄에 5개가 들어있는 초콜릿 외에도 많은 초콜릿 상자가 들어있어 1통의 상자 당으로 7500~8000원의 가격으로 판매하는 초콜릿도 존재한다. 발렌타인 데이일 때에 연인들 사이에서 선물로 주고 받는 초콜릿 중에 하나이며 초콜릿의 겉 표면에는 장미의 그림이 그려져 있다. 현재 미니쉘은 편의점 등등에서 주로 판매되고 있다.

## 같이 보기
- 초콜릿
- 크라운제과